# Banderolenkärpfling
Der Banderolenkärpfling (‘Xenotoca’ eiseni) ist ein lebendgebärender Süßwasserfisch aus der Familie der Hochlandkärpflinge (Goodeidae). Er stammt aus dem Hochland des zentralen Mexiko aus den Bundesstaaten Guanajuato, Jalisco, Michoacán, Nayarit, Querétaro und San Luis Potosí und kommt dort in klaren Gewässern vor. Die Art wurde nach dem Fänger der Typusexemplare G. Eisen benannt.

## Merkmale
Die Fische erreichen eine Gesamtlänge von 6 bis 8 cm. Banderolenkärpflinge besitzen einen mäßig hochrückigen Körper und einen relativ langen Schwanzstiel. Rücken- und Bauchlinie sind annähernd symmetrisch zueinander. Mit zunehmendem Alter werden die Tiere hochrückiger. Namensgebend ist eine gelbe oder orange Binde auf dem Schwanzstiel, die sich bis auf die Schwanzflosse erstrecken kann und bei männlichen Fischen wesentlich deutlicher ist. Die Farbe der Fische ist ansonsten hellgrau oder hellocker. Der Rücken ist dunkler, die Flossen ocker oder gelblich.
- Flossenformel: Dorsale 11–12, Anale 13–14, Pectorale 12–16.
- Schuppenformel: 27–30 (mLR).

## Fortpflanzung
Der Banderolenkärpfling bringt nach einer Tragzeit von 30 bis 65 Tagen 50–70 Jungfische zur Welt, die bei ihrer Geburt über 10 mm lang sind. Der Geburtsvorgang eines Wurfes kann sich über zwei oder mehr Tage hinziehen.

## Aquaristik
Banderolenkärpflinge wurden Ende der 60er Jahre zuerst als Süßwasserzierfisch nach Deutschland importiert. Sie sind für ein Gesellschaftsaquarium geeignet, können aber bei zu einseitiger Ernährung anderen Fischen gegenüber aggressiv werden und beginnen deren Flossen zu zupfen.

## Optische Täuschungen
Banderolenkärpflinge wurden, je nach Testgruppe, darauf trainiert, entweder den größeren oder den kleineren von zwei orangen Kreisen anzutippen, um das Testgelände zu verlassen. Sobald die sie dies erlernt hatten, wurden sie von Wissenschaftlern mit einer Ebbinghaus-Täuschung konfrontiert. Dabei handelt es sich um eine visuelle Wahrnehmungstäuschung, bei der ein zentraler, farbiger Kreis unterschiedlich groß wahrgenommen wird in Abhängigkeit von der Größe eines Rings aus weiteren Kreisen. Obwohl beide Kreise gleich groß waren, schwammen die Fische, die darauf trainiert waren, zu dem größeren Kreis zu schwimmen, zu dem Kreis, der von kleineren Kreisen umgeben war und diejenigen, die darauf trainiert waren, zum kleineren Kreis zu schwimmen, schwammen zu dem Kreis, der von größeren Kreisen umgeben war. Damit erlagen sie den gleichen Täuschung, der auch Menschen erliegen. Die Wissenschaftler schlossen daraus, dass Banderolenkärpflinge ein Mentales Modell ihrer Umwelt bilden. Dies dürfte auch auf andere Fische zutreffen, denn die wenigen getesteten Arten (Goldfisch und Bambushai) erlagen ebenfalls optischen Täuschungen.